# بدعشترت

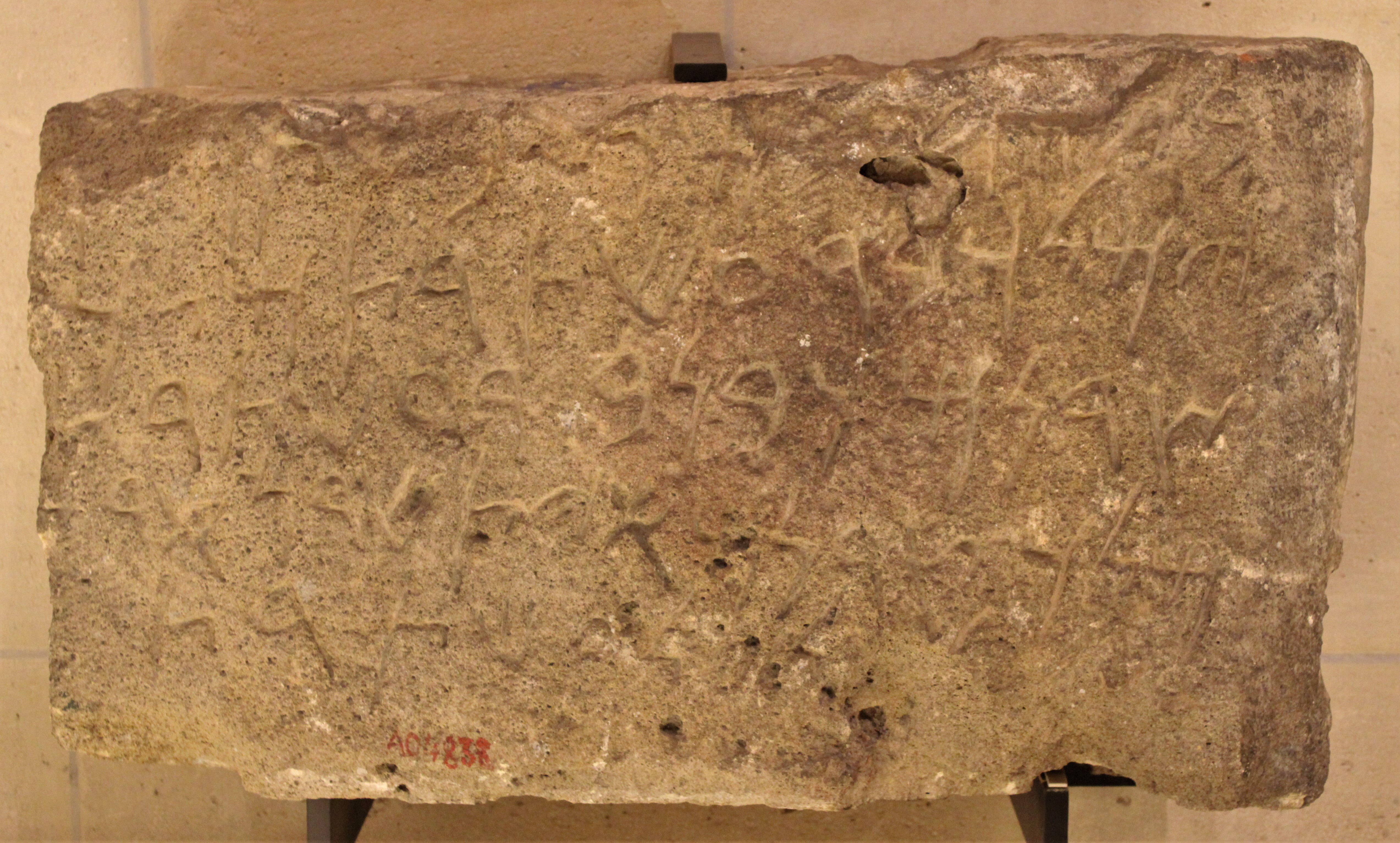
أول نقش تم إكتشافه لبدعشترت ، يُعرف اليوم باسم CIS I 4. هو حاليًا في متحف اللوفر تحت رقم المجموعة AO 4838

بدعشترت («من يد عشتروت») كان ملكًا فينيقيًا لمدينة صيدا (r . ج. 525 - ج. 515 قبل الميلاد). هو حفيد الملك أشمون عازر الأول، وتابع لملك الملوك الأخميني. خلف ابن عمه أشمون عازر الثاني على عرش صيدا ويعتقد العلماء أنه خلفه ابنه وريثه المعلن يتن ملك.
كان بدشعترت بانيًا غزير الإنتاج، واسمه موثق في حوالي 30 نقشًا يسميه بالإسم تم العثور عليها في معبد أشمون وأماكن أخرى في المناطق المحيطة لمدينة صيدا في لبنان. تم اكتشاف أقدم نقوش لبعدشترت في صيدا عام 1858 وتم التبرع بها لمتحف اللوفر. يعود تاريخ هذا النقش إلى العام الأول من اعتلاء بدعشترت عرش صيدا ويخلد ذكرى بناء معبد للإلهة عشتروت. تم اكتشاف نقوش معبد أشمون على منصة المعبد بين عامي 1900 و 1922 وتم تصنيفها إلى مجموعتين. تُخلد نقوش المجموعة الأولى، المعروفة باسم KAI 15، أنشطة البناء في المعبد وتنسب العمل إلى بدعشترت. تم العثور على المجموعة الثانية من النقوش، والمعروفة باسم KAI 16، على أحجار ترميم المنصة ذاتها. تنسب هذه النقوش أعمال البناء لبدعشترت وابنه يتن ملك وتؤكد على شرعية يتن ملك وريثه. تم العثور على نقش تم اكتشافه مؤخرًا في السبعينيات على ضفة نهر بوسترينوس، بالقرب من معبد أشمون. ينسب النقش للملك بناء قنوات مائية لتزويد المعبد في السنة السابعة من حكمه.
تركت ثلاثة من نقوش بدعشترت في مكانها في معبد أشمون. أما البقية موجودة في متاحف في باريس واسطنبول وبيروت. يُعتقد أن بدشعترت حكم لمدة سبع سنوات على الأقل، كما يتضح من نقش ضفة نهر بوسترينوس. لا يُعرف سوى القليل عن عهده بخلاف ما تم تعلمه من نقوشه الإهدائية.

## أصل الاسم
اسم بدشعترت هو الشكل اللاتيني للاسم الفينيقي 𐤁𐤃𐤏𐤔𐤕𐤓𐤕 «من يد عشتروت».

## التسلسل الزمني
تمت مناقشة التسلسل الزمني لملوك صيدا من سلالة أشمون عازر الأول كثيرًا في المراجع العلمية. تم تأريخ نقوش هذه السلالة تقليديا في القرن الخامس، وقد تم إعادة تأريخها إلى فترة اقدم على أساس أدلة مبنية على علوم دراسة النقود والتاريخ والأثريات. العمل العلمي الأكثر اكتمالا والذي يتناول تواريخ عهود ملوك صيدا هو للمؤرخة الفرنسية المتزوجة من عالم لبناني جوزيت إيلاي. نأت إيلاي عن استخدام التسلسل الزمني التوراتي واستعانت جميع الوثائق المتاحة في ذلك الوقت وشملت الاختام المكتشفة في مدينة صورالتي اكتشفها عالم الآثار اللبناني موريس شهاب عام 1972 في جل البحر، وهو حي في شمال مدينة صور.      واستعانتالعالمة بـنقوش فينيقية اكتشفها عالم الآثار الفرنسي موريس دوناند في صيدا عام 1965،  والدراسة المنهجية لعملات صيدا التي كانت أول عملات معدنية تحمل تواريخ سك في العصور القديمة على أساس سنوات حكم ملوك صيدا.   وضعت إيلاي فترة حكم أحفاد أشمون عازر الأول بين منتصف ونهاية القرن السادس قبل الميلاد. ووفقا لعملها، حكم بدشعترت من ق. 525 ق.م إلى ق. 515 ق.   

## السياق التاريخي

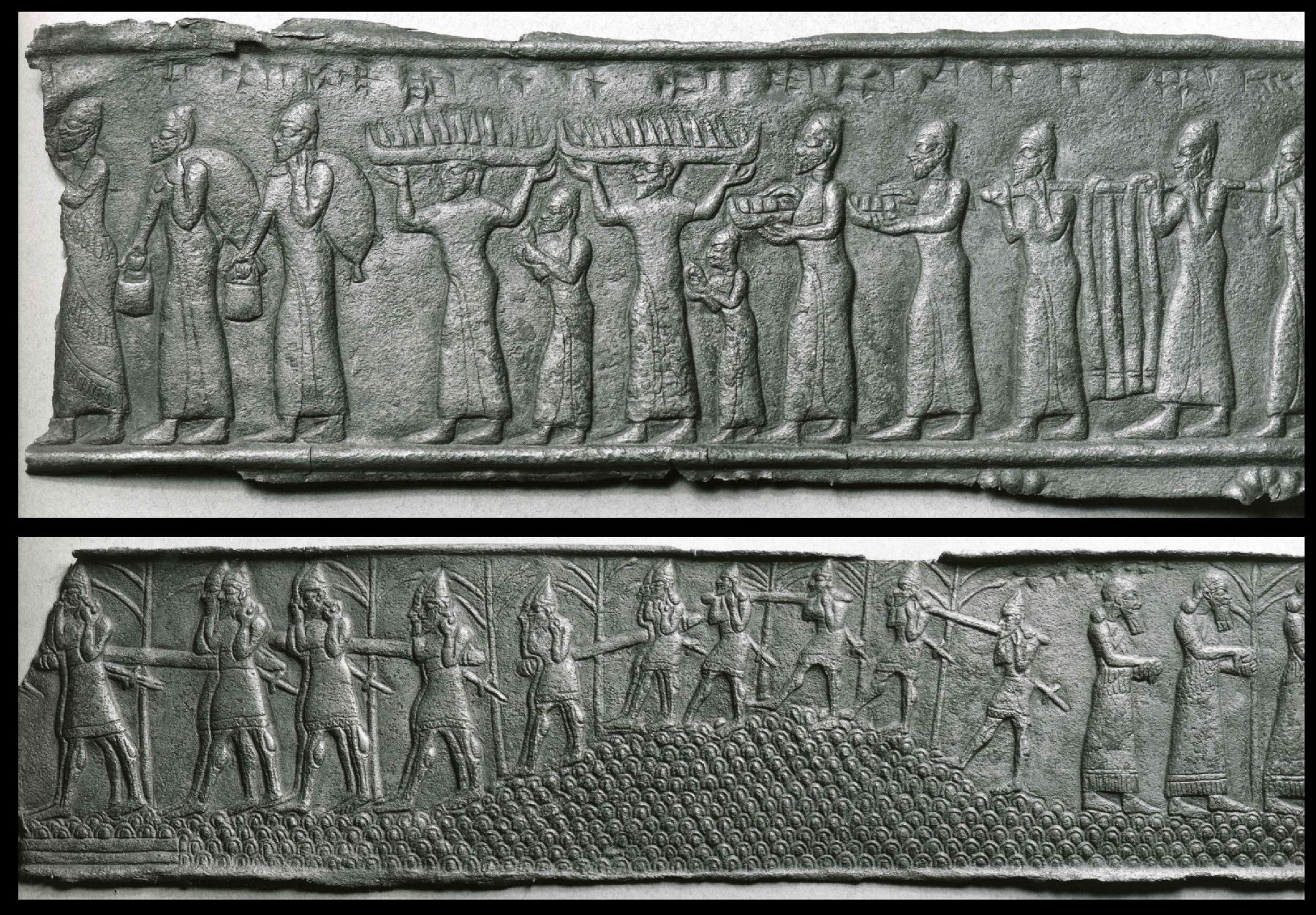
قطعتان من البرونز من بوابة قصر آشوري تصوران مجموعة الجزية من مدن فينيقيا صور وصيدا (859-824 قبل الميلاد).مجموعة موجودة في المتحف البريطاني.

صيدا، التي كانت دولة - مدينة فينيقية مزدهرة ومستقلة، خضعت لاحتلال بلاد ما بين النهرين في القرن التاسع قبل الميلاد. احتل الملك الآشوري آشور ناصربال الثاني (883-859 قبل الميلاد) سلسلة جبال لبنان ومدنها الساحلية بما في ذلك صيدا.  عام 705 قبل الميلاد انضم ملك صيدا لولي إلى المصريين وبلاد يهوذا في تمرد فاشل ضد الحكم الآشوري،   لكنه أجبر على الفرار إلى كيتيون مع وصول الجيش الآشوري بقيادة سنحاريب. عين سنحاريب إيتوبعل على عرش صيدا وأعاد فرض الجزية السنوية.  عندما اعتلى عبدي ملكوتي عرش صيدا عام 680 قبل الميلاد، تمرد أيضًا على الآشوريين. رداً على ذلك، أسر الملك الآشوري أسرحدون عبدي ملكوتي وقطع رأسه عام 677 قبل الميلاد بعد حصار دام ثلاث سنوات؛ جُردت صيدا من أراضيها، التي مُنحت لبعل الأول، ملك مدينة صور المنافسة لصيدا وهو قد كان تابع مخلص لأسرحدون. 
عادت صيدا إلى مستواها السابق من الازدهار بينما كانت صور محاصرة لمدة 13 سنة (586-573 قبل الميلاد) من قبل الملك الكلداني نبوخذ نصر الثاني.  بعد الفتح الأخميني عام 539 قبل الميلاد، تم تقسيم فينيقيا إلى أربع ممالك تابعة لملك الملوك الفارسي: صيدا وصور وجبيل وأرواد.   إعتلى أشمون عازر الأول عرش صيدا، وهو كان كاهنا للإلهة الفينيقية عشتروت وهو أيضًا مؤسس سلالة تحمل اسمه في وقت قريب من الفتح الأخميني لبلاد الشام.  خلال المرحلة الأولى من الحكم الأخميني، ازدهرت صيدا واستعادت مكانتها السابقة كمدينة رئيسية في فينيقيا، وبدأ ملوك صيدا برنامجًا مكثفًا لمشاريع بناء واسعة النطاق يشهد عليها تابوت أشمون عازر الثاني ونقوش <a href=«./نقوش بودشتارت» rel="mw:WikiLink" data-linkid="56" data-cx="{&amp;quot;adapted&amp;quot;:false,&amp;quot;sourceTitle&amp;quot;:{&amp;quot;title&amp;quot;:&amp;quot;Bodashtart inscriptions&amp;quot;,&amp;quot;pageprops&amp;quot;:{&amp;quot;wikibase_item&amp;quot;:&amp;quot;Q98380380&amp;quot;},&amp;quot;pagelanguage&amp;quot;:&amp;quot;en&amp;quot;},&amp;quot;targetFrom&amp;quot;:&amp;quot;mt&amp;quot;}" class="cx-link" id="mwDg" title=«نقوش بودشتارت»>بدعشترت</a> .

## مصادر كتابية

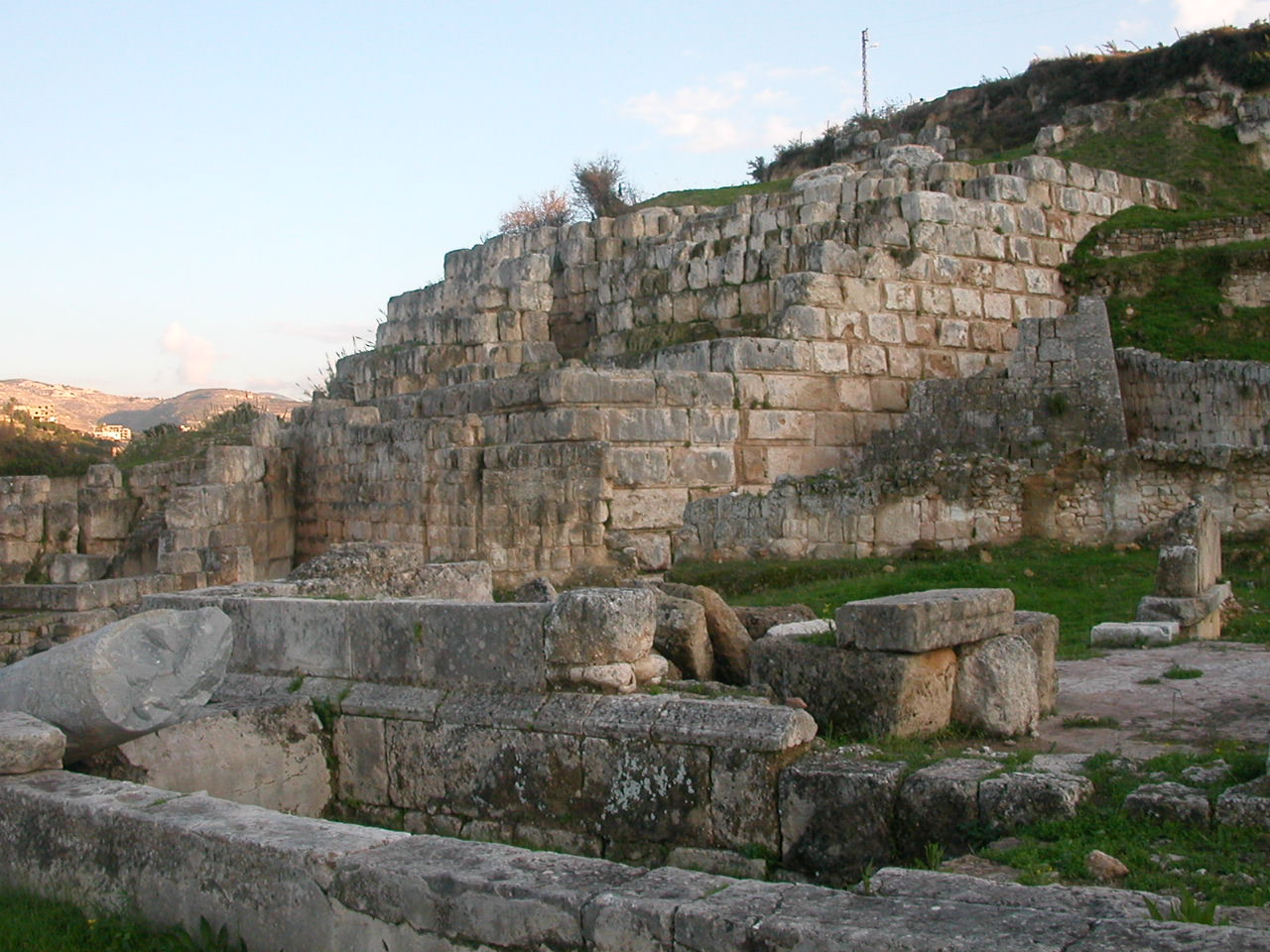
المنصة في معبد اشمون ، بستان الشيخ (قرب صيدا).

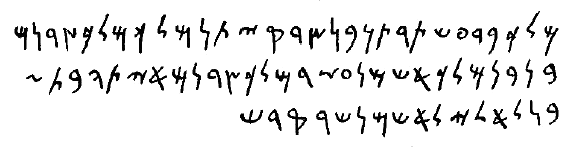
نقش فينيقي للملك بدعشترت موجود في منصة معبد أشمون. في بستان الشيخ في صيدا وتعود إلى القرن السادس قبل الميلاد. وتنتمي إلى مجموعة KAI 16 لنقوش بدعشترتالتي تذكر الملك ووريثه يتن ميلك.